# Montbellet
 Montbellet  es una población y comuna francesa, situada en la región de Borgoña, departamento de Saona y Loira, en el distrito de Mâcon y cantón de Lugny.

## Demografía
| 692 | 612 | 545 | 615 | 621 | 654 |
| Para los censos de 1962 a 1999 la población legal corresponde a la población sin duplicidades (Fuente: INSEE [Consultar]) |     |     |     |     |     |

## Lugares de interés
- Capilla de los Caballeros Templarios, del siglo XIII
- Castillo de Buffières
- Castillo de Mercey